# Elektraparken

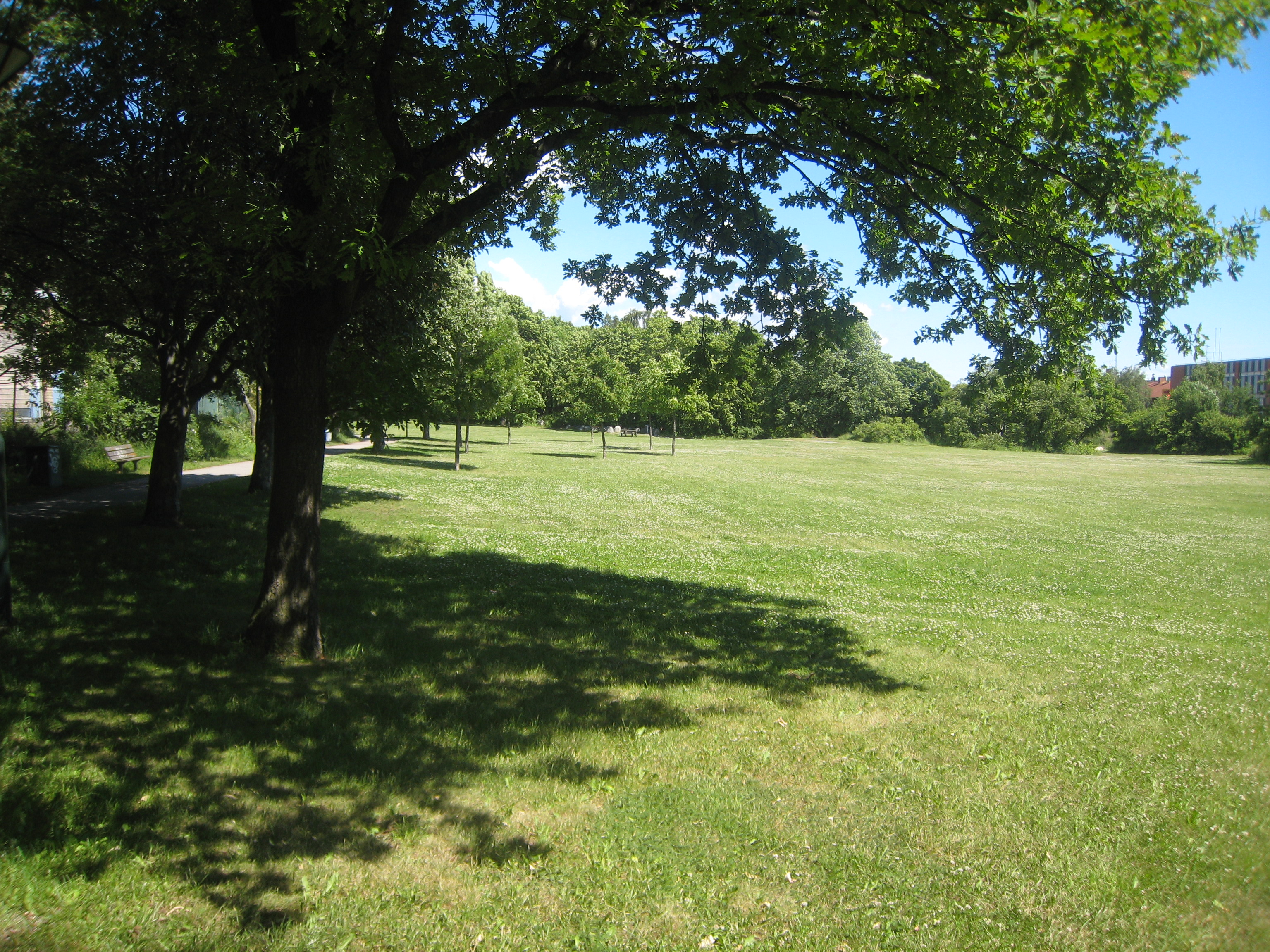
Elektraparken 2010.

Elektraparken är en park i Västberga i Stockholms kommun. Den ligger mellan Västberga allé, Dansbanevägen, Västbergavägen och Elektravägen. I parken finns gungor, bollplan, rutschkanor. Den upprustades under 1998.
Ytan uppgår till 4,7 hektar. Parken har sitt namn efter Elektraverken som från 1917 tillverkade elektriska mätinstrument vid dagens Västberga allé 36. På platsen fanns mellan 1915 och 1944 Södra folkparken.